# اشلي وليامز
اشلي وليامز (بالإنجليزية: Ashley Williams)‏ هي ممثلة أمريكية، ولدت في 12 نوفمبر 1978 في الولايات المتحدة.

## أعمال

### أفلام
- (2011) مكالمة هامشية[4]
- (2014) العام الاكثر عنفا[5]

### مسلسلات
- ذا غود وايف
- كيف قابلت أمكما

## وصلات خارجية
- اشلي وليامز على موقع IMDb (الإنجليزية)
- اشلي وليامز على موقع قاعدة بيانات الأفلام العربية
- اشلي وليامز على موقع ألو سيني (الفرنسية)
- اشلي وليامز على موقع أول موفي (الإنجليزية)
- اشلي وليامز على موقع قاعدة بيانات برودواي على الإنترنت (الإنجليزية)
- اشلي وليامز على موقع قاعدة بيانات الأفلام السويدية (السويدية)
- اشلي وليامز على موقع إن إن دي بي (الإنجليزية)
- اشلي وليامز على موقع قاعدة بيانات الفيلم (الإنجليزية)
- اشلي وليامز على موقع كينوبويسك (الروسية)